# L'uomo meraviglia
L'uomo meraviglia (Wonder Man) è un film del 1945 diretto da H. Bruce Humberstone.

## Distribuzione
È stato presentato in concorso al Festival di Cannes 1946. Fu poi distribuito regolarmente in Italia nell'ottobre 1949.

## Riconoscimenti
- Premi Oscar 1946: migliori effetti speciali